# Дан (ниво)
Дан (段位) је јапанска, корејска и кинеска ознака нивоа, кориштена у више културних активности кинеског и јапанског порекла. У гендаи будоу, носиоци дан нивоа често носе црни појас (међутим, у појединим борилачким вештинама, као иаидо, кендо, или џодо не носе се никаква спољна обележја нивоа). Дан нивои се такође додељују и у вештинама као што су логичке игре рењу и го, вештини аранжирања цвећа (икебана) и јапанској церемонији чаја. 
Знак 段 (кинески изговор: дуан, јапански дан) значи корак или степен. Термин се користи у кинеским, корејским и јапанским борилачким вештинама као што су вушу, теквондо, карате, аикидо, џудо, џијуџица и јапанске вештине мачевања. Обично се примењује у јапанским борилачким вештинама као средство раздвајања нивоа искуства. Прихваћен је од стране многих борилачких вештина различитог порекла као дефакто метод организације нивоа. Постоје и друге методе разврставања нивоа у јапанском систему борилачких вештина, као нпр. старији и мање познат менкјо систем.

## Историја
За дан нивое се обично сматра да их је први применио Кано Џигоро, оснивач џудоа. Кано је започео модерни систем рангирања када је доделио шодан (најнижи дан ниво) двојици својих сениорских ученика (Широ Саиго и Цунејиро Томита) 1883. године. Чак и тада, није било спољне диференцијације између јуданша (носилаца црног појаса) и муданша (оних који још нису достигли црни појас). Кано је 1886. године започео обичај да његове јуданше носе црни оби (појас). Ови обији нису појасеви које каратеке и џудоке носе данас - Кано тада још није измислио џудоги (џудо униформу) и његови ученици су тренирали у кимону. Носили су широки оби, какав се још увек носи са формалним кимоном. Године 1907. Кано је увео модерни џудоги и његов модерни оби, са белим и црним нивоима појаса.

## Модерна употреба у Јапану
У данашње доба, за вежбача дан нивоа се обично сматра да је превазишао кју, или основни ниво. Уобичајено је да особа са дан нивоом носи црни појас, а може бити и инструктор у својој вештини. У многим стиловима, ипак, достизање дан нивоа, иако значи да неко није више почетник, не значи нужно да је експерт. 
Укупан број дан нивоа се разликује од стила до стила (од 1 до 5, и од 1 до 10 јесте најчешћи пример у јапанским вештинама, док је од 1 до 9 карактеристика корејских вештина). Нижи дан нивои се могу добити преко полагања за исте, док виши захтевају године искуства и доприноса конкретној борилачкој вештини. Ово се постиже кроз подучавање или истраживање и публикацију. Ове нивое може доделити само представник главног доџоа који има виши дан ниво, или понекад и комисија. Не постоји универзални ниво достигнућа потребан за прелазак на виши дан ниво, а такође је важно напоменути да је рангирање дан нивоа специфично за сваку школу или стил, тако да се достигнути нивои не могу поредити у различитим стиловима. У ствари, дан ниво не указује увек да неко носи црни појас. Неки стилови не користе црни појас да би указали на виши ниво, мада је ово најуобичајенији и препознатљивији симбол од стране шире јавности.
Највиши дан нивои су понекад резервисани за оснивача или вође стила и они једини могу промовисати остале високо рангиране ученике на виши дан ниво. Ово је довело до тога да у неким вештинама виши дан нивои скоро потпуно ишчезну. Па тако, нпр. у џудоу данас има још само три жива носиоца десетог дана, а само петнаест је достигло овај ниво од када се додељује. У другим стиловима дан нивои нису највиши ранг који се може постићи, већ постоје и инструкторска сертификација и судијска ауторизација као виши, тј. сложенији нивои.

### Листа уобичајених нивоа на јапанском
Многе јапанске борилачке вештине имају између пет и десет дан нивоа. Најчешћи начин писања истих јесте, по растућем редоследу:
1. шодан (初段:しょだん) - први ниво црног појаса
2. нидан (二段:にだん) - други ниво црног појаса
3. сандан (三段:さんだん) - трећи ниво црног појаса
4. јодан (四段:よだん) - четврти ниво црног појаса
5. годан (五段:ごだん) - пети ниво црног појаса
6. рокудан (六段:ろくだん) - шести ниво црног појаса
7. нанадан (七段:ななだん) - седми ниво црног појаса (такође, шичидан)
8. хачидан (八段:はちだん) - осми ниво црног појаса
9. кудан (九段:くだん) - девети ниво црног појаса
10. џудан (十段:じゅうだん) - десети ниво црног појаса

У појединим стиловима шодан означава да су савладане све основе једног стила. На сандан нивоу ученик се сматра способним да подучава самостално, и често назива сенсеј. На рокудан нивоу, будока може добити сертификацију вежбача мајсторског нивоа, шихан. Уопштено говорећи, нижи дан нивои се додељују на бази знања и физичких способности. А при додели виших дан нивоа, способност предвођења, учитељско искуство, и служба у стилу играју важну улогу. Нпр., У британском џудоу, да постизање од 1. до 5. дан нивоа, џудо вежбачи морају демонстрирати теоретску, техничку и такмичарску вештину у оцењиваним такмичењима. А промоција од 6. до 10. дана се додељује на основу заслуга и доприноса џудоу.
Иако, је дан систем недвосмислено јапански, прихватили су га и многи други стилови борилачки вештина. Дан систем и добро познати симбол црног појаса апсорбовани су у редовну употребу да укажу на особу са натпросечним вештинама у некој дисциплини.

## Модерна употреба у Кини
Од 1998. године Кинеска Вушу Асоцијација заједно са Националном Спортском Комисијом и Кинеским Вушу Истраживачким Институтом је увела систем рангирања заснован на следећих девет Дуан нивоа:
- од 1. до 3. Дана (симбол плавог орла), такозвани основни дуани за ученике са одређеним бројем година искуства.
- од 4. до 6. Дана (симбол сребрног тигра, дуани средњег нивоа за вушу ученике који могу да подучавају и имају отприлике 10 година вушу искуства. Од 5. дуана мора постојати доказ научног рада у Вушу истраживању, нпр. публикације.
- од 7. до 9. Дана (симбол златног змаја), само се додељује веома искусним мајсторима са изванредном репутацијом у Вушуу. Особа којој је додељен овај дан има право да се званично назива „Велики Мајстор“.

Ради међународне стандардизације Кинека Вушу Асоцијација је одлучила да користи јапанску реч Дан уместо кинеске Дуан.